# Vlamboog

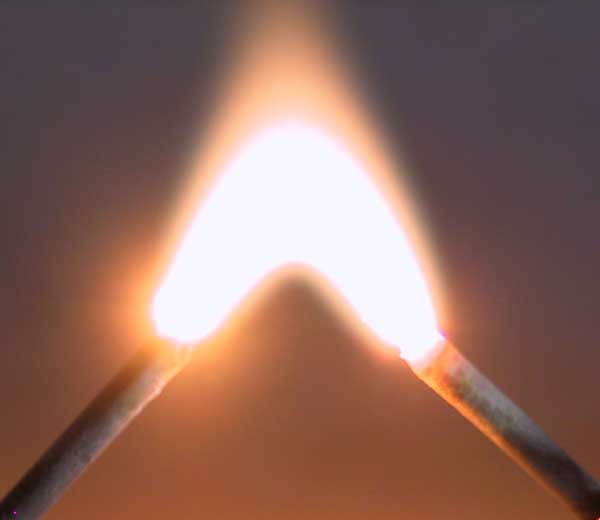
Vlamboog tussen twee spijkers

Een vlamboog wordt ook wel elektrische boog of lichtboog genoemd. Het is het verschijnsel dat ontstaat als tussen twee elektroden een elektrische lading wordt geleid. Doordat er een plasma wordt gevormd, licht het gas tussen de elektroden op. Een vlamboog kan het beste bij een gelijkspanning tussen de elektroden in stand worden gehouden. Bij wisselspanning ontstaat een intermitterende vlamboog.
Toepassingen van dit verschijnsel zijn de booglamp, maar ook de fluorescentielamp en booglassen.
Vlambogen kunnen als ongewenste verschijnselen ontstaan wanneer gelijkstroom wordt geschakeld, bijvoorbeeld wanneer een stroomafnemer van een tram of trein even het contact met de bovenleiding verliest. Daarnaast komen er in het elektriciteitsnet, bij wisselspanning dus, ook zeer veel vlambogen voor. Schakelaars binnen het net zijn hierom vaak van een vacuüm, dus in vacuümschakelaars, of van olie voorzien, waardoor de vlamboog bij het afschakelen van vermogen dooft.
Als demonstratie werd vroeger in natuurkundelessen ook wel de jakobsladder getoond.